# Evil twin

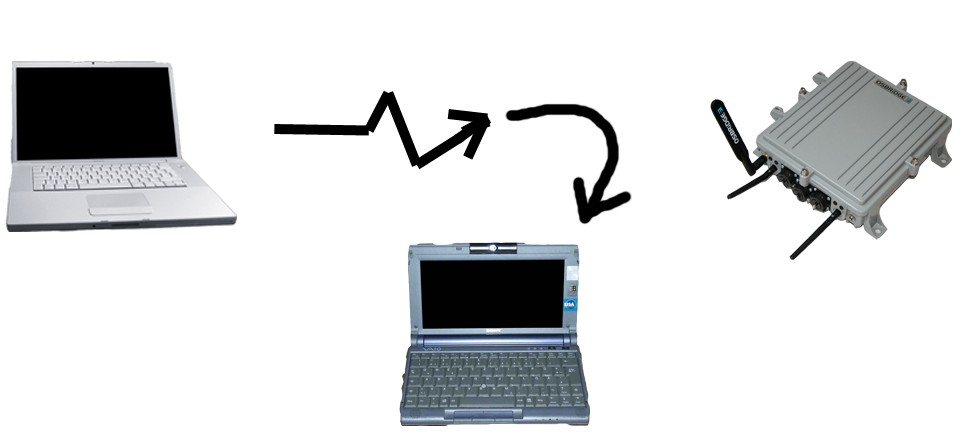

Ein Evil Twin (dt. „böser Zwilling“) in der Drahtlos-Netzwerktechnik ist ein in betrügerischer Absicht platzierter Wi-Fi-Zugriffspunkt, der etwa aufgrund des bekannten SSID-Namens vertrauenswürdig erscheint, tatsächlich aber heimlich den drahtlosen Datenverkehr mithört. Der Evil Twin im Wireless LAN gleicht dem Phishing-Angriff.
Diese Angriffs-Methode kann genutzt werden, um vertrauliche Informationen wie Passwörter vom unbedarften Nutzer zu stehlen. Dies geschieht entweder durch Überwachung der Verbindungen oder direkt per Phishing, was das Aufsetzen einer betrügerischen Website und Irreführung der Nutzer, beispielsweise durch eine von einer bekannten Website kopierten Anmelde-Maske beinhaltet.

## Vorgehensweise
Der Angreifer schneidet den Datenverkehr mit dem Internet mithilfe des vorgetäuschten Zugriffspunktes mit. Unwissende Nutzer werden möglicherweise dazu angeleitet, sich am Server des Angreifers anzumelden, um an vertrauliche Informationen wie Benutzername und Passwort zu gelangen. Nutzer wissen oft nicht, dass sie betrogen wurden, auch lange nachdem der Vorfall stattgefunden hat.
Sobald eine Anmeldung etwa an einem nicht https-gesicherten Portal stattfindet, unterbricht der Angreifer die Übertragung durch die seinerseits eingesetzte Hard- und Software und kann die Zugangsdaten somit unverschlüsselt mitlesen. Der Angreifer kann sich auch mit anderen Netzwerken verbinden, die mit den Anmeldeinformationen der Benutzer verbunden sind.
Gefälschte Zugangspunkte, sogenannte Rogue APs, werden über ein WLAN-Gerät oder Software als Zugangspunkt eingerichtet. Sie sind schwer zu finden, da diese schnell abgeschaltet werden können. Dem gefälschten Zugangspunkt kann dieselbe SSID wie bei einem bekannten, nahegelegenen Wi-Fi-Netzwerk zugewiesen werden. Der böse Zwilling kann so konfiguriert werden, dass er Internetverkehr an den legitimen Zugangspunkt weiterleitet, während die Verbindung des Opfers überwacht wird. Es kann einfach angegeben werden, dass das System nach dem Erhalt eines Benutzernamens und Kennworts vorübergehend nicht verfügbar ist.